# 6296 Клівленд
6296 Клівленд (6296 Cleveland) — астероїд головного поясу, відкритий 12 липня 1988 року.
Тіссеранів параметр щодо Юпітера — 3,823.